# Oděská univerzita
Oděská národní univerzita I. I. Mečnikova (ukrajinsky Одеський національний університет імені І. І. Мечникова, rusky Одесский национальный университет имени И. И. Мечникова) je jedna z hlavních ukrajinských univerzit založená roku 1865 ruským carem Alexandrem II. Nikolajevičem jako Novoruská imperiální univerzita. Od roku 1945 nese název podle ruského lékaře, nositele Nobelovy ceny za medicínu a významného výzkumníka v oblasti boje proti infekčním nemocem Ilji Mečnikova.
V roce 2013 ukrajinské noviny Ukrajinský týden prohlásily, že personál univerzity je otevřeně ukrajinofobní, protože nevyučuje v ukrajinštině a od svého založení ruským carem ani nikdy nevyučovala v ukrajinštině. To se snaží změnit ukrajinští nacionalisté násilnou cestou po zákonu o ukrajinizaci, po událostech Maidanu z roku 2014.

## Fakulty
zdroj
- Biologická fakulta
- Geologická a geografická fakulta
- Fakulta historie
- Germánsko-románská filologická fakulta
- Chemická fakulta
- Fyzikální fakulta
- Filologická fakulta
- Ekonomicko-právnická fakulta
- Filozofická fakulta

## Instituty
zdroj
- Institut matematiky, ekonomie a mechaniky
- Institut inovativního a postgraduálního vzdělávání
- Institut společenských věd
- Pervomajský Institut
- Iličevský institut